# Lamberville (Manica)
Lamberville è un comune francese di 166 abitanti situato nel dipartimento della Manica nella regione della Normandia.

## Società

### Evoluzione demografica
Abitanti censiti